# Huron-Kinloss
Huron-Kinloss to gmina (ang. township) w Kanadzie, w prowincji Ontario, w hrabstwie Bruce.
Powierzchnia Huron-Kinloss to 475,44 km².
Według danych spisu powszechnego z roku 2001 Huron-Kinloss liczy 6224 mieszkańców (13,09 os./km²).